# Klepelshagen
Klepelshagen ist ein Ortsteil der amtsfreien Stadt Strasburg (Uckermark) im Landkreis Vorpommern-Greifswald in Mecklenburg-Vorpommern.

## Geographie
Der Ort liegt sieben Kilometer nördlich von Strasburg (Uckermark) in der nördlichen Hälfte der Gemarkung von Schwarzensee, welche vollumfänglich Teil des Landschaftsschutzgebietes Brohmer Berge und des Naturparks Am Stettiner Haff ist. Die Nachbarorte sind Neuensund, Rothemühl, Ausbau und Nettelgrund im Nordosten, Burgwall und Rosenthal im Südosten, Schwarzensee-Siedlung, Schwarzensee und Schönhausen im Südwesten sowie Georgenthal und Gehren im Nordwesten.

## Geschichte
1995 wurde ein Großteil des ehemaligen Vorwerkes und der Tagelöhnerhäuser vom Hamburger Unternehmer Haymo G. Rethwisch erworben. 2009 übertrug dieser das Gut mit den umliegenden Ländereien an die von ihm gegründete Deutsche Wildtier Stiftung, die dort heute auf rund 2500 Hektar einen Modellbetrieb zur wildtierfreundlichen Landnutzung führt. In den Wäldern des Gutes liegt das 304 Hektar große Naturschutzgebiet Klepelshagen.

## Bauwerke
In der Denkmalliste sind insgesamt fünf Baudenkmale verzeichnet. Darunter die Gutsanlage mit Gutsverwalterhaus in der Dorfstraße.